# Geraldino (Kinderliedermacher)

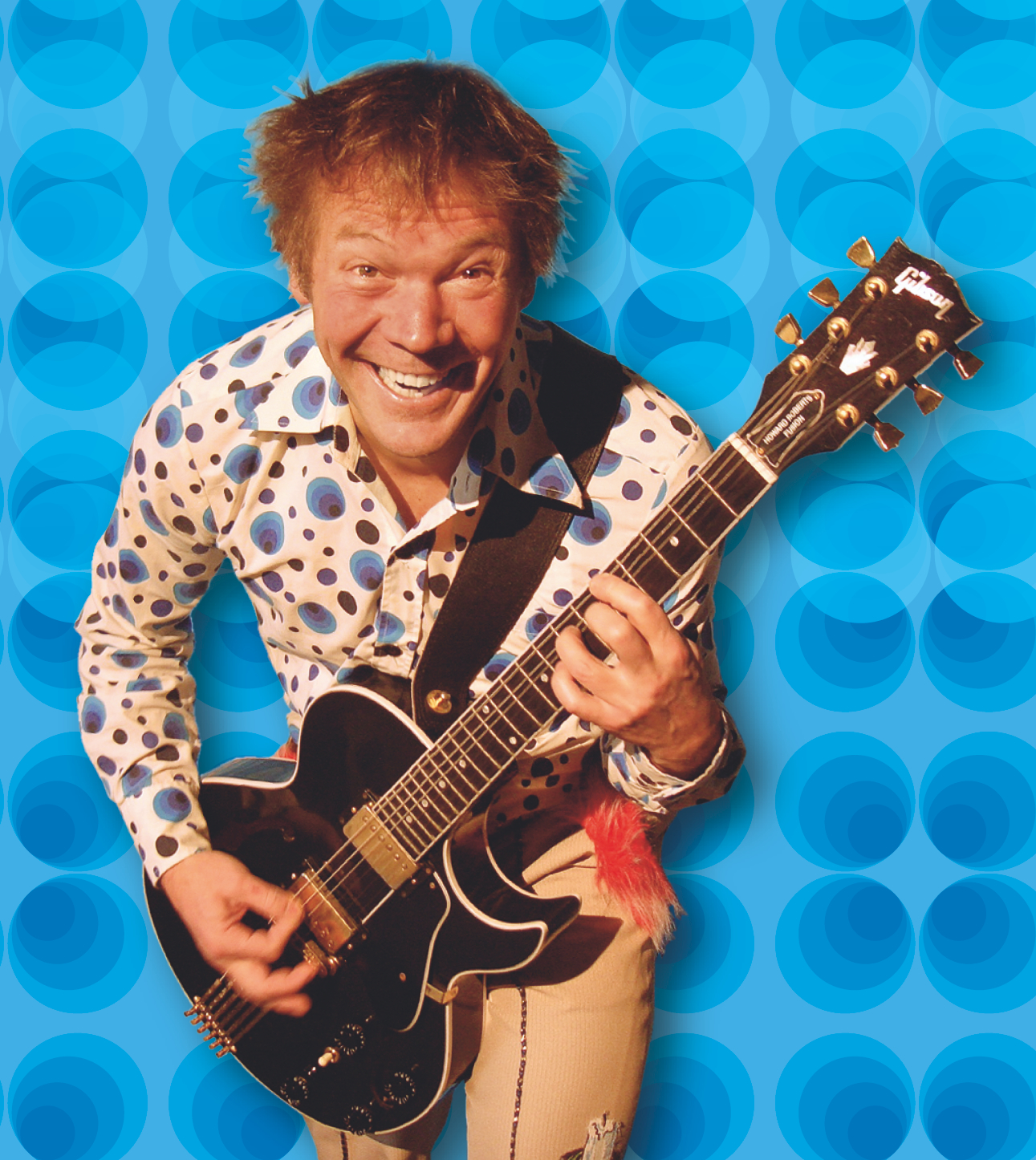
Geraldino – Kinderliedermacher

Geraldino (bürgerlich Gerd Grashaußer, geb. 1959) ist ein deutscher Kinderliedermacher.

## Leben
Er ist als Sänger und Gitarrist auf der Bühne und im Tonstudio aktiv und arbeitet als Texter und Komponist.
Daneben ist er auch tätig als Workshop-Leiter und Seminar-Anbieter, Musikclip-Produzent, Festival-Organisator, Herausgeber, Moderator, Hörbuch-Sprecher, Schauspieler, Reisebegleiter, bildender Künstler und Autor.
Als Solist und mit der Bandbesetzung „Geraldino & die Plomster“ spielt er Live-Konzerte und produziert CDs mit Rock- und Popmusik für Kinder von 4–10 Jahren und die ganze Familie. Seine langjährigen, musikalischen Partner sind Rainer Ullmann alias „Lord Ray“ (Bass, Produktionsleitung), Henning Engelhardt alias „Sticky Stick“ (Schlagzeug), Peter Kern alias „Reiner Wahnsinn“ (Keyboard), Jürgen Keidel alias „Heini Gründlich“ (Saxofon) und Claudia Martin (Akkordeon, Management).
Daneben arbeitete Geraldino mit Besetzungen aus den unterschiedlichsten Musikgenres zusammen: mit dem Blues-Duo Brandl & Schmitt, der Rockabilly-Band Hot Rod Gang, der Jazzformation The Old Dixie Bones, dem Kammermusikensemble Blumenquartett, der Big Band Time Bandits und dem Orchester Nürnberger Symphoniker.
Jährlich bietet er bei über einhundert Konzerten eine „Mixtur aus purem Spaß, blühender Phantasie und dosierter Poesie“. Highlights waren bis jetzt Auftritte beim ARD-Kinderfest, bei der ZDF-TiVi-Tour, der BR-Sommerliederbox, der WDR-Lilipuz-Sommertour, den Ruhrfestspielen Recklinghausen, in der Alten Oper Frankfurt, im Haus der Kulturen der Welt Berlin und die regelmäßigen Einladungen zum Bardentreffen Nürnberg. Auch Gastspiele in Europa (u. a. Wien, Lissabon, Athen, Glasgow), Nordamerika (New York, Washington, Boston, Montreal) und Asien (Neu-Delhi, Seoul) standen bereits in seinem Tourplan.
Das Familienmagazin Famos schreibt: „Geraldino gehört zu den beliebtesten deutschen Kinderliedermachern“.

### Kindheit, Jugend und erste berufliche Schritte
Gerd Grashaußer ist in der fränkischen Ortschaft Dietersdorf aufgewachsen und verbrachte seine Jugend am Fußballplatz, als Spieler und später als D-Jugend-Trainer des TSV Wolkersdorf.
Nach der Schulausbildung wurde er Beamter bei der Deutschen Bundesbahn, beendete die Beamtenlaufbahn aber bald wieder und schlug den Zweiten Bildungsweg ein. Er absolvierte eine pädagogische Ausbildung an der Ev. Fachakademie für Sozialpädagogik Nürnberg. Außerdem war er als Betreuer von Kinder- und Jugendfreizeiten tätig.
Zusammen mit dem Maler Peter Engl gründete er die Neue-Deutsche-Welle-Band Staubsauger. Mit wechselnden Mitgliedern aus der Künstler- und Musiker-Szene Nürnbergs wurden Auftritts-Konzepte entwickelt, ein Mix aus Konzert und Kunst-Performance. Zwei LPs und eine Doppel-LP wurden veröffentlicht.
1980 war er Gründungsmitglied des Theaters Rootslöffel und wirkte bei zahlreichen Kindertheater-Produktionen als Schauspieler, Stückeschreiber und Theatermusik-Produzent mit. Er arbeitete mit den Regisseuren Norberto Presta, Marcelo Diaz und Peter Spielbauer zusammen. Gefördert wurde das Theater durch das Kulturamt der Stadt Nürnberg.
Daneben wurde der Spielbus Theatrobil betrieben und Straßentheater gespielt. Sein Solo-Theaterstück für Erwachsene Koffer oder Hausordnung wurde 1982 uraufgeführt.

### Künstlerische Laufbahn
Gerd Grashaußer spezialisierte sich ab 1983 auf „moderne Kindermusik“ und tourt seitdem unter dem Künstlernamen „Geraldino“ mit Live-Musikprogrammen durch Deutschland, Österreich und die Schweiz.
In den Jahren 1988 bis 1991 absolvierte er eine Rhythmik-Ausbildung bei Professor Hannelore Krause-Wichert (Rhythmik e.V.) Köln.
Der „Geraldino Fan Club“ wurde 1992 gegründet mit Fan-Club-Präsidentin „Susie Südstadt“, fünf Jahre lang erschien vierteljährlich die Geraldino-Fan-Club-Zeitung zusammen mit einer Fan-Club-MC.
Seit 1993 verfasst er Beiträge für Fachzeitschriften (u. a. Musik in der Grundschule), leitet Workshops für Kinder und Fortbildungen für Pädagogen, moderierte zudem bis Ende 1995 die wöchentliche Kinder-Radiosendung Kinderkram.
Die zwölfteilige Projektreihe Nürnberger Kindermusikwochen startete 1994, mit dabei waren: die Harfenistin Lilo Kraus, der Saxofonist Achim Göttert, Schlagzeuger Yogo Pausch, Rock-’n’-Roll-Pianist „Miller the Killer“, Kontrabassist Michael Bradke, Cellist Frieder Weiss, Akkordeon-Spieler Peter Horcher, Pianist Nils Pommer, Gitarrist Andreas Hansl, Kinderliedermacher Rainer Wenzel, Clown „Heini Gründlich“, Dobro-Spieler Klaus Brandl und Mundharmonika-Spieler Chris Schmitt.
Sein zweijähriger Arbeitsaufenthalt in Köln begann im Jahr 1994: Musik-Clips und zwei Kindersendungen wurden in Zusammenarbeit mit dem WDR produziert.
1996 bekam Geraldino den Kulturförderpreis der Stadt Nürnberg durch den Oberbürgermeister und die Kulturreferentin der Stadt Nürnberg verliehen und jammte bei der Preisverleihung zusammen mit dem Windsbacher Knabenchor.
Die Musikervereinigung „kindermusik.de“ hat er 1998 mitgegründet, veröffentlicht seitdem als Herausgeber Gemeinschaftsproduktionen und spielt bei gemeinsamen Konzerten auf Festivals in Berlin, Frankfurt, Köln usw.
Seit 1999 findet alljährlich das Geraldino Kindermusikfestival in der Nürnberger Tafelhalle statt, im Rahmen des Festivals wird der Deutsche Kinderliederpreis (dotiert mit 2500 € – gestiftet von den Nürnberger Nachrichten) verliehen, außerdem erscheint jedes Jahr eine Festival-CD, deren Verkaufserlös an ein Kinderhilfswerk fließt.
Das musikalische Rahmenprogramm bei Familienreisen des Reiseveranstalters ReNatour gestaltet er seit dem Jahr 2002, Höhepunkte waren dabei die Pferdewagen-Touren durch die Vogesen, die Ritter-Wochen auf einer Burg im Latium und vor allem die Kameltrekking-Touren durch die Wüste Sahara.
In Zusammenarbeit mit dem KI.KA / ZDF produziert er seit dem Jahr 2004 Musik-Clips für Kinder. Er war als Studio-Gast bei Kindersendungen im TV geladen (Singas Musik Box, SingAlarm) und seine Musiktitel werden regelmäßig in den Kinder-Radioprogrammen Deutschlands gesendet (Lilipuz/KiRaKa, radioMikro, Kakadu etc.)
Ab dem Jahr 2005 leitete er fünf Jahre lang den Arbeitskreis Kindermusik für Erzieher und Lehrer in Nürnberg.
Im Jahr 2006 spielte er bundesweit Auftritte zur Fußball-WM mit seinem Programm „Der Ball ist bunt“, das Fan-Set mit „Geraldino-Schal und Geraldino-Mütze“ wurde produziert.
Seine Musiktitel sind seit 2008 weltweit in allen wichtigen Downloadportalen zu finden, außerdem wurde er in diesem Jahr Pate des europaweiten Projektes Schule ohne Rassismus – Schule mit Courage.
14-teilige Lesereisen in Zusammenarbeit mit der Abteilung Schule & Kultur der Bildungsdirektion des Kantons Zürich finden seit dem Jahr 2010 unter dem Motto „Literatur aus erster Hand“ regelmäßig statt.
Seit dem Jahr 2010 ist er auch regelmäßig als Gast beim Festival der Träume in Innsbruck und beim Festival Naturns lacht! Internationaler Humorsommer in Südtirol.
Das 30-jährige Bühnenjubiläum wurde im Jahr 2013 auf dem Bardentreffen Nürnberg gefeiert, mit einem großen Jubiläums-Konzert mit 30 musikalischen Freunden, die Geraldino in all den Jahren begleitet haben. Die Jubiläums-Doppel-CD Best of Geraldino mit den „30 schönsten Mitsingliedern und Mitmachhits aus 30 Jahren“ erscheint zeitgleich bei Universal Music.
Der Weltrekordversuch „Das längste Lied der Welt“ wurde 2014 gestartet: Zum Lied Der Salzbergwerkzwerg entstanden 1111 Strophen, die im gleichnamigen Buch veröffentlicht wurden.
Seit 2015 verbindet er bei Ausstellungen seiner „Lied-Objekte“ bildende Kunst mit Hörabenteuern und bietet darüber hinaus „musikalische Führungen“ durch die Kunstausstellung an. Außerdem ging in diesem Jahr der Musikalische Kalender mit 365 Geraldino-Songs auf seiner Homepage online.
Sein erster Roman Der Grabsänge wurde im Jahr 2016 veröffentlicht: In 47 Kapiteln erzählt er die wichtigsten Etappen auf seinem Weg vom „Grabsänger“ zum „Star der Kinderzimmer“, seine skurrilen Alltagsabenteuer führen ihn vom Wirtschaftswunder bis zur Avantgarde-Performance.
Das Jahr 2017 stand unter dem Motto „Singen macht glücklich!“, die Veröffentlichung eines Kinderchorbuches sowie Workshops und Auftritte mit Schul- und Kinderchören sollten den Stellenwert des Singens mit Kindern stärken.
Das „Glühwürmchen-Open Air“ findet seit 2018 jährlich in der Katharinenruine Nürnberg statt und im Rahmen des Festivals „Tag des Kinderliedes“ gibt es seit 2019 Auftrittsreihen in Mittelfranken.
Zusammen mit den Nürnberger Symphonikern führte Geraldino im Jahr 2022 seinen musikalischen Krimi Ein Fall für Paule Paulson zwölfmal in Nürnberg und Erlangen auf.
Das 40-jährige Bühnenjubiläum feierte Geraldino zusammen mit seiner Plomster-Band auf dem Nürnberg Bardentreffen 2023.
Das Frankfurter Kinderliedermacherfestival feierte 2023 das 20-jährige Jubiläum und Geraldino war zusammen mit den Kollegen Ferri, Markus Rohde und Andi Steil für vier Wochen mit Auftritten und Workshops dabei.
Im Jahr 2024 wurde Geraldinos musikalischer Krimi Ein Fall für Paule Paulson zusammen mit dem Streichorchester Ventuno aufgeführt.
In seiner künstlerischen Laufbahn kooperierte Geraldino außerdem bei musikalischen Projekten mit Musikschulen in Deutschland und Österreich, dem Bayerischen Rundfunk, dem DB-Museum und Museum Industriekultur in Nürnberg, Kulturamt und Jugendamt der Stadt Nürnberg, Pop-Art-Künstler Patrick Preller, Nürnberger Symphoniker, Ballettförderzentrum Nürnberg, Tiergarten Nürnberg, Kinder Kinder (Hamburg), der Rummelsberger Diakonie, DLRG-Jugend Bayern, Landesregierung Hessen, Sprachheilpädagogin und Seminarleiterin Lily Gleuwitz, Georg-Simon-Ohm-Hochschule Nürnberg, Erziehungswissenschaftliche Fakultät der Friedrich-Alexander-Universität (Nürnberg) und weiteren Künstlern und Kulturschaffenden.

## Werke

### Diskografie
Musik-CDs
- Zwanzig Kracher – Rock- und Popmusik – für Kinder von 4–10 Jahren – Geraldino und die Plomster – MC/CD (PSST-Music 1988)
- Sabbl Zap – Rock- und Popmusik – für Kinder von 4–10 Jahren – Geraldino und die Plomster – MC/CD (PSST-Music 1989)
- Zurück aus dem All – Rock- und Popmusik – für Kinder von 4–10 Jahren – Geraldino und die Plomster – MC/CD (PSST-Music 1991)
- Yabadabadudeldey – Rock- und Popmusik – für Kinder von 4–10 Jahren – Geraldino und die Plomster – MC/CD (PSST-Music 1992)
- Greatest Hits – Rock- und Popmusik – für Kinder von 4–10 Jahren – Geraldino und die Plomster – CD (PSST-Music 1993)
- Letz Fetz – Rockmusik – für Kinder von 4–10 Jahren – Geraldino & die Bubble-Boys – MC/CD (PSST-Music 1994)
- Quietsch – Rock- und Popmusik – für Kinder von 4–10 Jahren – Geraldino und die Plomster – CD (PSST-Music 1996)
- Lustige Lieder – Musik und Kurz-Hörspiele – für Kinder von 4–7 Jahren – Geraldino und die Vorschulzwerge – CD (Tessloff Verlag 1997)
- Die Neunte – SoNett mit Quartett – Kammermusik – für Kinder von 4–10 Jahren – Geraldino und das Blumenquartett – CD (PSST-Music 1998)
- Zahnspangenlili und Brillenschlangenwerner – Rock- und Popmusik – für Kinder von 4–10 Jahren – Geraldino und die Plomster – CD (PSST-Music 2000)
- Gold! – Big Band-Musik – für Kinder von 4–10 Jahren – Geraldino und die Time Bandits – CD (PSST-Music 2000)
- Party Hits – Fetzige Spaßlieder – für Kinder von 4–10 Jahren – Geraldino – CD (PSST-Music 2001)
- Kuschel-Songs – Süße Ohrwürmer – für Kinder von 4–10 Jahren – Geraldino – CD (PSST-Music 2001)
- Sommerlieder-Spaß – Sonnige Songs – für Kinder von 4–10 Jahren – Geraldino – CD (PSST-Music 2002)
- Winterlieder-Spaß – Frostige Fetzer – für Kinder von 4–10 Jahren – Geraldino – CD (PSST-Music 2002)
- Abenteuer Eisenbahn – Blues, Folk und Kurz-Hörspiele – für Kinder von 4–10 Jahren – Geraldino und die Rangierer – CD (PSST-Music 2002)
- Hin & Weg – Rock- und Popmusik – für Kinder von 4–10 Jahren – Geraldino und die Plomster – CD (PSST-Music 2003)
- Peter und der Wolf – Musikalisches Märchen von Sergej Prokofjew und Kurzgeschichten von Geraldino – für Kinder von 4–10 Jahren – Geraldino und die Nürnberger Symphoniker – CD (PSST-Music 2004)
- Mit Liedern Sprache fördern – Musik – für Kinder von 6–9 Jahren, Lehrer der 1. – 3. Klasse – Geraldino und Lily Gleuwitz – CD (Persen Verlag 2005)
- Der Ball ist bunt – Fußball-Musik-Spaß – für Kinder von 4–10 Jahren – Geraldino – CD (PSST-Music 2005)
- Spaßeimer – Rock- und Popmusik – für Kinder von 4–10 Jahren – Geraldino und die Plomster – CD (PSST-Music 2006)
- Glühwürmchen – Folk, Pop, Rock und A-Capella – für Kinder von 4–10 Jahren – Geraldino – CD (PSST-Music 2007)
- Rock'n'Roll – Rockabilly, Uptempo-R'n'B und Country-Rock – für Kinder von 4–10 Jahren – Geraldino und die Hot Rod Gang – CD (PSST-Music 2009)
- Mit Liedern Rechnen lernen – Musik – für Kinder von 6–9 Jahren, Lehrer der 1.–3. Klasse – Geraldino und Lily Gleuwitz – CD (PSST-Music 2010)
- Plitsch! Platsch! – Rock- und Popmusik – für Kinder von 4–10 Jahren – Geraldino und die Plomster – CD (PSST-Music 2011)
- Ein Gedicht! – Musik und Poesie – für Kinder ab 6 Jahren und Erwachsene – Geraldino – CD (PSST-Music 2011)
- Best of Geraldino – Die 30 schönsten Mitsinglieder und Mitmach-Hits aus 30 Jahren – für Kinder von 4–10 Jahren – Geraldino – DCD (Universal Music 2013)
- Wow – Dixieland, New Orleans Jazz, Swing – für Kinder von 4–10 Jahren – Geraldino & The Old Dixiebones – CD (PSST-Music 2013)
- Lauf Rentier lauf – Winter- und Weihnachts-Songs – für Kinder von 4–10 Jahren – Geraldino – DCD (PSST-Music 2014)
- Tierlieder – Musik – für Kinder von 4–10 Jahren – kindermusik.de, Geraldino Hrsg. – DCD (PSST-Music 2015)
- Party in der Kuckucksuhr – Rock, Pop & Folk – für Kinder von 4–10 Jahren – Geraldino und die Plomster – CD (PSST-Music 2016)
- Der Fisch im Regenwald – Electro-Märchen – für Kinder von 4–10 Jahren – Geraldino & le:on – CD (PSST-Music 2017)
- Ein Lied für Dich! – Musik-Mix mit Bluegrass, Tango und Ska – für Kinder von 4–10 Jahren – Geraldino – CD (PSST-Music 2019)
- Ein Lied für mich – A Tribute to Geraldino – für Kinder von 4–10 Jahren – versch. Interpreten – CD (PSST-Music 2019)
- Banane, Banane, Banane – Musik-Mix – für Kinder von 4–10 Jahren – Geraldino – Mini-CD (PSST-Music 2020)
- Gummireh – Musik-Mix – für Kinder von 4–10 Jahren – Geraldino – Mini-CD (PSST-Music 2021)
- WUSCH! – Musik-Mix – für Kinder von 4–10 Jahren – Geraldino – Mini-CD (PSST-Music 2022)
- Flieg mit! – Musik-Mix – für Kinder von 4–10 Jahren – Geraldino – Mini-CD (PSST-Music 2022)
- Känguru – Musik-Mix – für Kinder von 4–10 Jahren – Geraldino – Mini-CD (PSST-Music 2023)

Festival-CD-Veröffentlichungen
- Geraldinos Kindermusikfestival Ausgaben 2001–2019 (PSST-Music, pro Jahr eine Festival-CD)

Fan-Club-MC-Veröffentlichungen
- Geraldino-Fan-Club-MC Ausgaben 1–17 – Geraldino mit wechselnden Künstlern, meist Live-Mitschnitte (außer MCs 2–5) (PSST-Music 1992–1996)

Musik-Sampler & Lied- und Text-Sammlungen mit Werken von Geraldino
- Neue Kinderlieder – ein Liederbuch für alle, die gerne singen – Buch (Ravensburger 1992)
- Die Flirpse – Jump, Jugend-Modellprojekt Prävention, gefördert aus Mitteln des Bundesministeriums für Frauen und Jugend – Buch + MC (Jugendamt der Stadt Nürnberg 1993)
- Bewegte Lieder – Geheimtipps der Kindermusik-Szene von kindermusik.de – CD (Knallfrosch Musik 2000)
- Grand-Prix – Ein Lied für Nürnberg zum Stadtjubiläum 950 Jahre Nürnberg – DCD (Kulturamt der Stadt Nürnberg 2000)
- KI.KA-Winterlieder – Die besten Kinderlieder für den Winter – CD (Universal Music 2003)
- KI.KA-Sommerparty – Lieder für Sonne, Urlaub und gute Laune – CD (Universal Music 2004)
- Die kleine Monsterparty – präsentiert von Sonni und Kroko – CD (Edel Records 2005)
- Toggolino Hits Vol. 3 – Die schönsten Kinderlieder – CD (Universal Music 2005)
- Hits für Kids – Die besten Kinderlieder-Clips aus ZDF tivi – DVD (Universal Music 2005)
- KI.KA – Kindergeburtstag – Die besten Geburtstagslieder und Fetenhits für Kids – CD (Universal Music 2005)
- KI.KA – Weihnachts-Hitparade – Weihnachts-Hits aus der Sendung – CD (Universal Music 2005)
- Der kleine rote Badeschuh – Sommer-Sonne-Gute-Laune-Songs – CD (Terzio 2005)
- Kinder-Chor-Hits – Chorleiterbuch und Chorbuch – Buch (Kontakte 2006)
- Piraten Party – Piratenlieder für Kinder – CD (Edel Records 2006)
- Mini Fußball Party – Die besten Fußball-Hits für Kids – CD (Edel Records 2006)
- Best of Kindermusik – Hits von 28 Kinderliedermachern von kindermusik.de – DCD (PSST-Music 2008)
- Ein Rübenschwein fliegt um die Welt – Gedichte für kleine und große Kinder – Buch (Esslinger Verlag 2008)
- KI.KA – Fußball-Hits – Die besten Fußball-Knaller zum Mitsingen – CD (Universal Music 2008)
- Bardentreffen 2009 – Sampler zum 34. Nürnberger Bardentreffen – CD (Heartmoon Records 2009)
- Fidelio – Lieder für die Grundschule – Buch und 4-fach-CD (Westermann Verlag 2009)
- Musik mit Soße – Tischlieder für Kinder zum Heft der Kindergartenzeitschrift – CD (Friedrich-Verlag, Dezember 2010)
- Bardentreffen 2000 – Sampler zum 35. Nürnberger Bardentreffen – CD (Heartmoon Records 2010)
- Frankfurter Bibliothek – Jahrbuch für das neue Gedicht – Buch (Bretano-Gesellschaft Frankfurt 2011)
- KI.KA – Singas Musikbox – Singa präsentiert die besten Clips und Hits für Kids – DVD (Universal Music 2011)
- Herr Kugler übernehmen Sie! – Interviews und Musik-Clips der Schule am Dachsberg – DVD (Blindeninstitut Rückersdorf 2011)
- Klangfest 2011 – Sampler des Klangfestes im Gasteig München – CD (Kulturreferat der Stadt München 2011)
- Bardentreffen 2011 – Sampler zum 36. Nürnberger Bardentreffen – CD (Heartmoon Records 2011)
- Kids Club – Coco Loco Sommerparty Vol. 3 – Kinder-Sommer-Disco – DCD (Goldammer 2013)
- Heute fallen Regentropfen – Fröhliche Kinderlieder (nicht nur) für regnerische Tage – CD (Tchibo, Universal Music 2013)
- Kids Club – Winterwunderland Party 2013 – Kinder-Winter-Disco – DCD (Goldammer 2013)
- Kids Club – Coco Loco Sommerparty 2014 – Kinder-Sommer-Disco – DCD (Goldammer 2014)
- Kids Club – Coco Loco Fußballhits 2014 – Hits zum Mitsingen für die Kinder-Fußballparty – DCD (Goldammer 2014)
- Mimi die Lesemaus – Fibel für den Erstleseunterricht – Buch (Cornelsen Schulverlage 2014)
- Kids Club – Winterwunderland Party 2014 – Kinder-Winter-Disco – DCD (Goldammer 2014)
- Liederbuch Grundschule – 250 Lieder für den Unterricht in der Grundschule – Buch (Schott Music 2014)
- Kinderlieder Hits – Meine 20 liebsten Kinderlieder – CD (Zeppelin 2015)
- Kids Club – Winterwunderland Party 2016 – Kinder-Winter-Disco – DCD (Goldammer 2015)
- Kleine Ukulele Schule – Notenheft mit Liedern von kindermusik.de – Buch + CD (PSST-Music 2015)
- Traumhafte Weihnachten – Die schönsten Lieder zum Fest – DCD (Kaufhof, Universal Music 2015)
- Dullnraamer No 11 – Nürnberger Blätter für Literatur der Arbeitswelt – Buch (Werkkreis Literatur der Arbeitswelt 2016)
- Was bei mir wirklich hängen blieb ... Erinnerungen an die Schulzeit – Buch (Edition Knurrhahn im Thomas Rüger-Verlag Nürnberg 2017)
- WORTLAUT 23 – Neue Lyrik und Prosa aus Franken – Buch (Literaturzentrum Nord 2017)
- Piratenlieder für Kinder – 22 wilde und fröhliche Hits – CD + Liederbuch (Edition Seebär-Musik 2018)
- WORTLAUT 24 – Neue Lyrik und Prosa aus Franken – Buch (Literaturzentrum Nord 2018)
- Verschollen in Stein – Der Film zum Buch – Abenteuer-Krimi – DVD (Stadt Stein 2018)
- Das Kinderlied Festival – Das Beste von 64 Kinderliedermacher/innen – für Kinder von 4–10 Jahren – Buch + CD (Alfred Verlag 2019)
- WORTLAUT 25 – Neue Lyrik und Prosa aus Franken – Buch (Literaturzentrum Nord 2019)
- Mimi, die Lesemaus - Fibel für den Erstleseunterricht – Buch (Cornelsen Verlag 2019)
- Lieder zum Ankommen – Buch + CD (Helbling Verlag 2019)
- Trau Dich! – Frankfurter Kinderliedermacherfestival – CD + Notenheft (FKLMF 2020)
- 42 starke Kinderlieder für eine bessere Welt – DCD (NEWTONE 2020)
- Disco – CD (DONIKKL Productions 2020)
- Der singende Gorilla – Reime und Lyrik für Kinder – Buch (Duden 2021)

VHS-Kassetten und DVD
- TATÜTATA – 7 Musik-Video-Clips von WDR und PSST-Music – für Kinder von 4–10 Jahren – Geraldino und die Plomster – VHS (PSST-Music 2002)
- Musikabenteuer – 22 Musik-Clips von KI.KA, WDR und PSST-Music – für Kinder von 4–10 Jahren – Geraldino und die Plomster – DVD (PSST-Music 2008)

Hinzu kommen zahlreiche Clips für Sender des deutschen Kinderfernsehens.

### Literarische Werke
- Einfach abfahr'n – Bilderbuch mit Kurzgeschichten & Hörbuch – für Kinder von 4–10 Jahren – Geraldino, Illustrationen Gabi Langer – Buch + CD (PSST-Music 1998)
- Bunte Knaller – Spiel- und Bewegungslieder für Kindergarten und Grundschule – für Kinder von 4–10 Jahren – Geraldino – Buch + CD (Mecks Verlag, PSST-Music 1999)
- Ja, Ja, Ja – Notenheft – für Kinder ab 6 Jahren – Geraldino – Buch (PSST-Music 1999)
- Schatzkiste – Musik & Bildergeschichten – für Kinder von 4–10 Jahren – Geraldino, 12 Illustratoren – 12 Miniliederbücher + CD (PSST-Music 2002)
- Mit Liedern Sprache fördern – Lieder, Spielideen und Arbeitsblätter – für Kinder von 6–9 Jahren, Lehrer der 1. – 3. Klasse – Geraldino und Lily Gleuwitz – Buch + CD (Persen Verlag 2005)
- Das große Liederbuch – 111 Lieder, Geschichten und Gedichte – für Kinder von 4–10 Jahren, Erzieher, Lehrer und Eltern – Geraldino, Illustrationen Gerd Bauer – Buch (PSST-Music 2009)
- Mit Liedern Rechnen lernen – Lieder und Spiele – für Kinder von 6–9 Jahren, Lehrer der 1.–3. Klasse – Geraldino und Lily Gleuwitz – Buch (PSST-Music 2010)
- Unser Liederbuch – Kinderlieder-Hits – für Erzieher, Lehrer und Eltern – kindermusik.de, Geraldino Hrsg. – Buch und DCD (PSST-Music 2010)
- Unser Liederbuch 2 – Spiel- und Bewegungslieder – für Erzieher, Lehrer und Eltern – kindermusik.de, Geraldino Hrsg. – Buch und DCD (PSST-Music 2013)
- Der Salzbergwerkzwerg – Weltrekord: 1111 Strophen – für Kinder ab 4 Jahren und Erwachsene – Buch (PSST-Music 2014)
- Der Grabsänger – Roman – für Jugendliche und Erwachsene – Gerd Grashaußer – Buch (PSST-Music 2016)
- Das kleine Chorbuch – Fünf ein- bis dreistimmige Kinderchor-Hits – für Kinder von 7–12 Jahren – Geraldino und Matthias Stubenvoll – Buch (PSST-Music 2017)
- Das klingende Liederbuch – Lieder, Geschichten und Gedichte – für Kinder von 4–10 Jahren, Erzieher, Lehrer und Eltern – Geraldino – Buch (PSST-Music 2021)

## Preise
- Kulturförderpreis der Stadt Nürnberg 1996[36]
- Paula Maurer Preis 2011[37]
- Kulturpreis „Schwabacher Kulturmeter“ 2016[38]
- Künstler des Monats der Europäischen Metropolregion Nürnberg (Mai 2017)[39]
- Wolfram-von-Eschenbach-Preis des Bezirks Mittelfranken 2018[40]